# Coupe baltique de football
La Coupe baltique de football (estonien : Balti turniir, letton : Baltijas kauss, lituanien : Baltijos taurė) est une compétition annuelle de football opposant normalement les trois sélections nationales des pays baltes que sont l'Estonie, la Lettonie et la Lituanie.
Durant l'ère soviétique, la Biélorussie a aussi participé à quelques éditions, que les pays baltes délaissent en y présentant leur équipe B. Exceptionnellement, la Finlande participa également à la compétition en 2012 et en 2014, portant alors le nombre de participants à 4. L'Islande est invitée en 2022 et remporte la compétition. Les Îles Féroé sont quant à eux invités à l'occasion de l'édition 2024.

## Palmarès
| Année     | Vainqueur | Deuxième | Troisième |
| --------- | --- | --- | --- |
| 1928      | Lettonie | Estonie | Lituanie |
| 1929      | Estonie | Lettonie | Lituanie |
| 1930      | Lituanie | Lettonie | Estonie |
| 1931      | Estonie | Lettonie | Lituanie |
| 1932      | Lettonie | Lituanie | Estonie |
| 1933      | Champion indécis en raison de désaccords sur les horaires des matchs.                                                 | Champion indécis en raison de désaccords sur les horaires des matchs.                                                 | Champion indécis en raison de désaccords sur les horaires des matchs.                                                 |
| 1934      | Non disputée à cause de désaccords sur l'édition 1933                                                                 | Non disputée à cause de désaccords sur l'édition 1933                                                                 | Non disputée à cause de désaccords sur l'édition 1933                                                                 |
| 1935      | Lituanie | Lettonie | Estonie |
| 1936      | Lettonie | Estonie | Lituanie |
| 1937      | Lettonie | Estonie | Lituanie |
| 1938      | Estonie | Lettonie | Lituanie |
| 1939      | Non disputée à cause de tensions sportives entre la Lettonie et la Lituanie après un match de basket-ball controversé | Non disputée à cause de tensions sportives entre la Lettonie et la Lituanie après un match de basket-ball controversé | Non disputée à cause de tensions sportives entre la Lettonie et la Lituanie après un match de basket-ball controversé |
| 1940-1990 | Période soviétique.                                                                                                   | Période soviétique.                                                                                                   | Période soviétique.                                                                                                   |
| 1991      | Lituanie | Lettonie | Estonie |
| 1992      | Lituanie | Lettonie | Estonie |
| 1993      | Lettonie | Estonie | Lituanie |
| 1994      | Lituanie | Lettonie | Estonie |
| 1995      | Lettonie | Lituanie | Estonie |
| 1996      | Lituanie | Estonie | Lettonie |
| 1997      | Lituanie | Lettonie | Estonie |
| 1998      | Lituanie | Lettonie | Estonie |
| 2001      | Lettonie | Lituanie | Estonie |
| 2003      | Lettonie | Lituanie | Estonie |
| 2005      | Lituanie | Lettonie | L'Estonie se désiste pour des raisons de calendrier                                                                   |
| 2008      | Lettonie | Lituanie | Estonie |
| 2010      | Lituanie | Lettonie | Estonie |
| 2012      | Lettonie | Finlande | Estonie |
| 2014      | Lettonie | Lituanie | Finlande |
| 2016      | Lettonie | Lituanie | Estonie |
| 2018      | Lettonie | Estonie | Lituanie |
| 2020      | Estonie | Lettonie | Lituanie |
| 2022      | Islande | Lettonie | Estonie |
| 2024      | Estonie | Lituanie | Lettonie |

## Bilan par pays
| Pays     | Vainqueur | Deuxième | Troisième | Titres                                                                                     |
| -------- | --------- | -------- | --------- | ------------------------------------------------------------------------------------------ |
| Lettonie | 13        | 14       | 2         | - 1928 - 1932 - 1936 - 1937 - 1993 - 1995 - 2001 - 2003 - 2008 - 2012 - 2014 - 2016 - 2018 |
| Lituanie | 10        | 8        | 9         | - 1930 - 1935 - 1991 - 1992 - 1994 - 1996 - 1997 - 1998 - 2005 - 2010                      |
| Estonie  | 5         | 6        | 16        | - 1929 - 1931 - 1938 - 2020 - 2024                                                         |
| Islande  | 1         | 0        | 0         | 2022                                                                                       |
| Finlande | 0         | 1        | 1         |                                                                                            |